# Digg
För myndigheten DIGG, se Myndigheten för digital förvaltning
Digg är en engelskspråkig, användargenererad webbplats som startades i experimentell form av Kevin Rose, Owen Byrne, Ron Gorodetzky och Jay Adelson 2004. Webbplatsen är en internetbaserad community som huvudsakligen förmedlar nyheter och artiklar med tyngden på teknik. 
Idén är att medlemmar på Digg postar till exempel en nyhet med tillhörande beskrivning på Digg. Andra användare kan sedan rösta upp eller ner detta inlägg genom knapparna digg respektive bury. Antalet diggs styr sedan hur den specifika nyheten publiceras på webbplatsen.
I sitt nuvarande utseende har Digg åtta huvudkategorier: Technology, World & Business, Science, Gaming, Lifestyle, Entertainment, Sports och Offbeat med varierande antal underkategorier. Samtliga länkar är också kategoriserade som nyhet, video eller bild.
Nyheter och artiklar som uppmärksammas och noteras på Digg drabbas ibland av vad som kallas The Digg Effect, vilket brukar märkas i form av en temporär nedgång av webbplatser/webbsidor som en följd av ett kraftigt ökat antal besökare efter publicering av länk på Digg.
Digg brukar beskrivas som ett av flera framgångsrika exempel av Webb 2.0-lösningar. I kölvattnet av Digg har många "Diggkloner" skapats, det vill säga webbplatser som fungerar och ser ut i princip likadant som Digg. I Sverige startades exempelvis Digga, som efter klagomål av Diggs advokater fick byta namn till Pusha.